# Fédération Internationale de Basketball
De International Basketball Federation (Fédération Internationale de Basketball; FIBA) is de internationale overkoepelende organisatie van basketbalbonden. FIBA definieert internationale basketbalregels, specificeert welke spelmaterialen en faciliteiten vereist zijn, regelt transfers van sporters van land naar land en leidt internationale scheidsrechters op. Meer dan 200 nationale sportbonden zijn lid van FIBA. Sinds 1989 is de organisatie verdeeld over vijf zonecommissies; Afrika, Amerika's, Azië, Europa en Oceanië.

## Geschiedenis
FIBA werd opgericht in 1932 in Genève (Zwitserland), twee jaar nadat de sport officieel werd erkend door het Internationaal Olympisch Comité. De oorspronkelijk naam was Fédération Internationale de Basketball Amateur. Tot de eerste acht leden behoren Argentinië, Tsjecho-Slowakije, Griekenland, Italië, Letland, Portugal, Roemenië en Zwitserland. Tijdens de Olympische Spelen van 1936 in Berlijn werd James Naismith (1861-1939), bedenker van basketball, benoemd tot erevoorzitter van FIBA.
Sinds 1950 organiseert FIBA iedere vier jaar wereldkampioenschappen voor mannen. Sinds 1953 ook voor vrouwen. In 1989 werden professionele spelers toegestaan bij de Olympische Spelen, zoals spelers van de NBA (Verenigde Staten). Vanaf dat moment werd ook het woordje Amateur uit de naam van de organisatie geschrapt, hoewel de afkorting ongewijzigd bleef.
FIBA is gevestigd in Mies, in het Zwitserse kanton Vaud.